# Tejstymy (See)
Der Tejstymy (deutsch Bössauer See, auch: Teistimmer See) ist ein See in Polen mit einer Fläche von 199 ha. Er hat eine rechteckige Form mit ausgeprägten Buchten im südlichen und nördlichen Teil. In der Mitte des Sees befindet sich eine bewaldete Insel mit einer Fläche von 12 Hektar. Der See ist mit einer maximalen Tiefe von 23,4 m verhältnismäßig flach.

## Geschichte
Am Süd- und Ostufer des Sees kam es zu Beginn der Schlacht bei Tannenberg am 26. August 1914 zum Gefecht am Bössauer See, das mit einem deutschen Sieg und dem ungeordneten Rückzug des VI. Korps der 2. russischen Armee endete. Infolgedessen konnten die deutschen Truppen in den folgenden Tagen den Ring zur Einkesselung der 2. Armee auch im Osten schließen. Alexander Solschenizyn griff die Niederlage der russischen Truppen im Gefecht am Bössauer See in seinem Roman August Vierzehn auf.